# Benito Aguas Atlahua
Benito Aguas Atlahua (Zongolica, Veracruz, 9 de marzo de 1979-Orizaba, Veracruz, 9 de diciembre de 2024) fue un político mexicano, miembro del Partido Verde Ecologista de México (PVEM). Fue presidente municipal de Zongolica y diputado federal hasta su asesinato en diciembre de 2024.

## Biografía
Era ingeniero en Control de Calidad por la Universidad Veracruzana (UV), durante su ejercicio profesional se dedicó a ser gestor de proyectos de desarrollo.
En las elecciones estatales de 2017 fue candidato del PVEM a presidente municipal de Zongolica, quedando en segundo lugar de las preferencias electorales al recibir 6 533 votos, frente a los 8 319 de Juan Carlos Mezhua Campos, candidato de la coalición del Partido Acción Nacional (PAN) y el Partido de la Revolución Democrática (PRD) que fue el ganador de la elección.
Al año siguiente, en las elecciones de 2018 fue candidato suplente a diputado al Congreso del Estado de Veracruz por el Distrito 22 local por la coalición del Partido Revolucionario Institucional (PRI) y el PVEM, quedando en tercer lugar con 25 007 votos, contra los 46 631 de la fórmula ganadora, encabezada por Alexis Sánchez García de la coalición PAN-PRD-Movimiento Ciudadano.
En las elecciones de 2021 fue postulado nuevamente al cargo de presidente municipal de Zongolica, pero en esta ocasión por la coalición Juntos Hacemos Historia formada por Morena, el PVEM y el Partido del Trabajo (PT), logrando en esta ocasión el triunfo. Asumió el cargo el 1 de enero de 2022 para el periodo que debería de haber terminado el 31 de diciembre de 2025. No concluyó el cargo pues el 28 de febrero de 2024 el Congreso de Veracruz le otorgó licencia al cargo para ser candidato de la coalición Sigamos Haciendo Historia a diputado federal por el Distrito 18 de Veracruz.
En las elecciones federales de 2024 resultó elegido para el cargo al recibir el 59.07 % de los votos, contra el 28.5 % que recibió su competidora de la coalición Fuerza y Corazón por México, Érika Neri Medina. Representó por tanto al Distrito 18 en la LXVI Legislatura de dicho año al de 2027. En ella, fue secretario de la comisión de Infraestructura; e integrante de las comisiones de Asuntos Migratorios; y, de Pueblos Indígenas y Afromexicanos.

## Muerte
El 9 de diciembre de 2024 en la localidad de Tepenacaxtla, municipio de Zongolica en el Estado de Veracruz, fue atacado a balazos por desconocidos que le dispararon en varias ocasiones desde una motocicleta. Aguas Atlahua, también exalcalde de Zongolica, fue trasladado del Hospital Rural IMSS Bienestar de Zongolica al Hospital de Especialidades del IMSS en Orizaba, pero murió debido a las graves heridas.
La Fiscalía de Veracruz confirmó la muerte e informó que en el ataque también perdió la vida un ingeniero identificado como Agustín Linares López, quien fue declarado muerto en el lugar de los hechos. Por estos motivos, la fiscalía inició una carpeta de investigación para esclarecer ambos asesinatos. Diversos actores políticos se pronunciaron ante lo ocurrido, entre ellos la gobernadora de Veracruz, Rocío Nahle, quien expresó su más sentido pésame a la familia del diputado federal.